# Wspólnota administracyjna Oederan
Wspólnota administracyjna Oederan (niem. Verwaltungsgemeinschaft Oederan) – dawna wspólnota administracyjna w Niemczech, w kraju związkowym Saksonia, w okręgu administracyjnym Chemnitz, w powiecie Mittelsachsen. Siedziba wspólnoty znajdowała się w mieście Oederan.
Wspólnota administracyjna zrzeszała jedną gminę miejską oraz jedną gminę wiejską: 
- Frankenstein
- Oederan

1 stycznia 2012 wspólnota została rozwiązana, a gmina Falkenstein została wchłonięta przez miasto Oederan i stała się tym samym jego dzielnicą.